# Limnophila fundata
Limnophila fundata är en tvåvingeart som beskrevs av Alexander 1928. Limnophila fundata ingår i släktet Limnophila och familjen småharkrankar. Inga underarter finns listade i Catalogue of Life.